# Neoromicia zuluensis
Neoromicia zuluensis és una espècie de ratpenat de la família dels vespertiliònids. Viu a Angola, Botswana, la República Democràtica del Congo, Etiòpia, Kenya, Malawi, Namíbia, Sud-àfrica, el Sudan, el Sudan del Sud, Uganda, Zàmbia i Zimbàbue. Els seus hàbitats naturals són les sabanes seques i humides, els boscos de sabana, el lowveld i algunes zones més àrides, sempre que hi hagi aigua a la superfície. És una espècie en risc mínim, és a dir, no sembla que hi hagi cap amenaça significativa per a la seva supervivència.